# Beliansky potok (přítok Turce)
Beliansky potok je potok v dolním Turci, ve východní části okresu Martin. Je to pravostranný přítok Turce s délkou 20,3 km, je tokem IV. řádu. Ve Velké Fatře protéká Belianskou dolinou, v okolí obce Žabokreky výrazně meandruje. Až po soutok s Vôdkami teče územím Národního parku Velká Fatra.

## Pramen
Pramení ve Velké Fatře na severním svahu Borišova (1 509,5 m n. m.) v nadmořské výšce přibližně 1 420 m n. m.

## Směr toku
Od pramene teče zprvu na sever, pak k soutoku se Suchým na severoseverovýchod a na krátkém úseku opět na sever. Od soutoku s přítokem zpod obce Košiarská již pokračuje severozápadním směrem. Od soutoku s přítokem z Krušové doliny teče směrem na západoseverozápad, nad soutokem s Vôdkami se stáčí na západ. Od soutoku s Necpalským potokem znovu teče severozápadním směrem, severně od Koštian nad Turcom znovu mění směr a na krátkém úseku teče k ústí směrem na sever.

## Geomorfologické celky
- Veľká Fatra, geomorfologická podsestava Lysec
- Turčianska kotlina, geomorfologická podsestava Mošovská pahorkatina

## Přítoky
- Pravostranné: Suchá, přítok z oblasti Pohorelé, přítok (683,8 m n. m.) zpod kóty 1 152 m, Šindeľná, přítok z Horní Svinné, Okoličné (0, 8 km), Sviňacia (0,5 km), Slavková (1,6 km), Vôdky
- Levostranné: přítok zpod kóty 1 118,4 m, Borišovec, Lučivné, Martinová (1,3 km), přítok (502,6 m n. m.) z Holatína, přítok ze severovýchodního svahu Chlmu (728,1 m n. m.), potok pramenící západně od dulického hřbitova, Dulický potok a Necpalský potok

## Ústí
Do Turce se vlévá severně od obce Košťany v nadmořské výšce cca 404,8 m n. m.

## Obce
- Belá-Dulice (intravilán místní části Belá)
- Žabokreky (okrajem intravilánu)
- Košťany (okrajem intravilánu)